# 亞茲德哈斯特

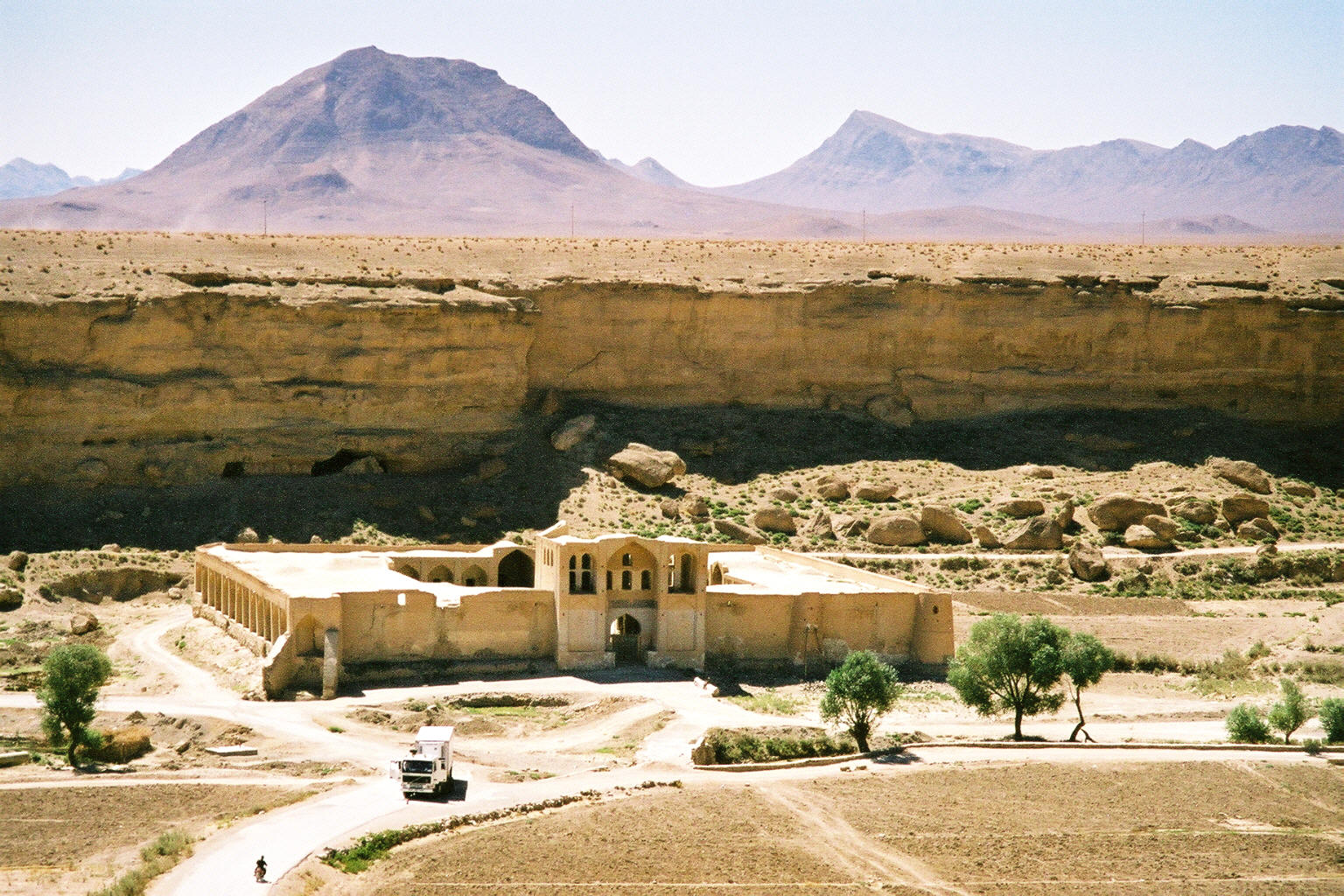

亞茲德哈斯特是伊朗的城市，位於該國中部札格羅斯山脈東南部，由法爾斯省負責管轄，距離首府設拉子約210公里，海拔高度2,142米，2006年人口7,366。古城有约1700年历史。未完全开发景区，是一座粘土城堡，临近一个早已干涸的大峡谷。